# 1987年岡比亞大選
甘比亞於1987年3月11日舉行大選。選舉日期於1987年1月1日宣布，總統候選人提名於2月9日結束。一共有113名候選人競選甘比亞國民議會36個民選席位。結果總統選舉及國民議會選舉均由人民進步黨獲勝，其領導人達烏達·賈瓦拉繼續擔任甘比亞總統。